# Durand Cup 2025
La Durand Cup 2025, anche nota come IndianOil Durand Cup per motivi di sponsorizzazione, è la 134ª edizione dell'omonimo torneo, organizzato dall'AIFF.
La squadra campione in carica è il NorthEast Utd.

## Stadi
| Calcutta                 | Calcutta                   | Jamshedpur              |
| Salt Lake Stadium        | Kishore Bharati Krirangan  | JRD Tata Sports Complex |
| Capienza: 68 000         | Capienza: 12 000           | Capienza: 24 424        |
|                          |                            |                         |
| Shillong                 | Imphal                     | Kokrajhar               |
| Jawaharlal Nehru Stadium | Khuman Lampak Main Stadium | SAI Stadium             |
| Capienza: 30 000         | Capienza: 35 285           | Capienza: 10 000        |
|                          |                            |                         |

## Stagione
A causa di problemi contrattuali che hanno portato alla sospensione del campionato, diverse squadre dell'Indian Super League hanno deciso di posticipare l'inizio del ritiro precampionato. Di conseguenza Bengaluru, Chennaiyin, Goa, Hyderabad, Kerala Blasters, Mohun Bagan Super Giant, Mumbai City e Odisha hanno comunicato ufficialmente che non avrebbero partecipato a questa edizione della Durand Cup. Dopo una serie di trattative, Mohun Bagan SG ha annunciato che avrebbe partecipato alla competizione. Inizialmente avrebbe dovuto partecipare l'Indonesian Army ma a seguito del loro ritiro sono stati sostituiti dall'Armed Forces. Il premio in denaro per la vincitrice del torneo è stato aumentato da ₹60 lakhs (59.946 €) a ₹3 crore (299.733 €).

## Squadre partecipanti
| Club             | Città           | Campionato                         |
| ---------------- | --------------- | ---------------------------------- |
| East Bengal      | Calcutta        | Indian Super League                |
| Jamshedpur       | Jamshedpur      | Indian Super League                |
| Mohammedan       | Calcutta        | Indian Super League                |
| Mohun Bagan SG   | Calcutta        | Indian Super League                |
| NorthEast Utd    | Guwahati        | Indian Super League                |
| Punjab FC        | SAS Nagar       | Indian Super League                |
| Diamond Harbour  | Diamond Harbour | I-League                           |
| Namdhari         | Ludhiana        | I-League                           |
| Real Kashmir     | Srinagar        | I-League                           |
| Shillong Lajong  | Shillong        | I-League                           |
| NEROCA           | Imphal          | I-League 2nd Division              |
| KAMS             | Diphu           | I-League 2nd Division              |
| Army Red         | Nuova Delhi     | Squadre delle forze armate indiane |
| BSF              | Nuova Delhi     | Squadre delle forze armate indiane |
| Indian Air Force | Nuova Delhi     | Squadre delle forze armate indiane |
| Indian Navy      | Kochi           | Squadre delle forze armate indiane |
| ITBP             | Baddowal        | Squadre delle forze armate indiane |
| 1 Ladakh         | Leh             | Squadre locali                     |
| Bodoland         | Kokrajhar       | Squadre locali                     |
| Rangdajied Utd   | Shillong        | Squadre locali                     |
| South United     | Bengaluru       | Squadre locali                     |
| TRAU             | Imphal          | Squadre locali                     |
| Armed Forces     | Kuala Lumpur    | Squadre straniere                  |
| Nepal Army       | Katmandu        | Squadre straniere                  |

### Allenatori
| Club             | Allenatore                |
| ---------------- | ------------------------- |
| East Bengal      | Óscar Bruzón              |
| Jamshedpur       | Khalid Jamil              |
| Mohammedan       | Mehrajuddin Wadoo         |
| Mohun Bagan SG   | José Molina               |
| NorthEast Utd    | Juan Pedro Benali         |
| Punjab FC        | Panagiotis Dilberis       |
| Diamond Harbour  | Kibu Vicuña               |
| Namdhari         | Harpreet Singh            |
| Real Kashmir     | Ishfaq Ahmed              |
| Shillong Lajong  | Birendra Thapa            |
| NEROCA           | Gyan Moyon                |
| KAMS             | Loitongbam Singh          |
| Army Red         | Sudhir Mishra             |
| BSF              | Gurjit Singh Atwal        |
| Indian Air Force | Priya Darshan             |
| Indian Navy      | Abhilash Vasantha         |
| ITBP             | Surojit Kumar Prodhani    |
| 1 Ladakh         | Rajan Mani                |
| Bodoland         | Khlain Syiemlieh          |
| Rangdajied Utd   | Aibanjop Shadap           |
| South United     | Kaja Bhadussa             |
| TRAU             | Thangjam Saran Singh      |
| Armed Forces     | Mohd Khairil Hafiz Zanggi |
| Nepal Army       | Meghraj KC                |

### Cambio di allenatore
| Squadra    | Allenatore in uscita | Motivo      | Dal              | Fino al        | Allenatore in entrata | A partire dal  |
| ---------- | -------------------- | ----------- | ---------------- | -------------- | --------------------- | -------------- |
| Jamshedpur | Khalid Jamil         | Rescissione | 31 dicembre 2023 | 13 agosto 2025 | Steven Dias (Interim) | 13 agosto 2025 |

## Fase a gironi

### Gruppo A

#### Classifica
| Pos. | Squadra          | Pt | G | V | N | P | GF | GS | DR  |
| ---- | ---------------- | -- | - | - | - | - | -- | -- | --- |
| 1.   | East Bengal      | 9  | 3 | 3 | 0 | 0 | 12 | 1  | +11 |
| 2.   | Namdhari         | 6  | 3 | 2 | 0 | 1 | 6  | 3  | +3  |
| 3.   | Indian Air Force | 1  | 3 | 0 | 1 | 2 | 6  | 13 | -7  |
| 4.   | South United     | 1  | 3 | 0 | 1 | 2 | 3  | 10 | -7  |

#### Risultati
| Arbitro: | Aditya Purkayastha |

| |           |  |
| Lalchungnunga 12’ Saúl Crespo 37’ (Rig.) Bipin Singh 80’ Dīmītrīs Diamantakos 86’ Naorem Mahesh Singh 89’ | Marcatori |  |

| Arbitro: | Ajay Krishnan |

|                                                                              |           |                                         |
| Dé 38’ (Rig.) Amandeep Singh 45’ Dharmpreet Singh 60’ Seilenthang Lotjem 74’ | Marcatori | 7’ Samuel K Vanlalpeka 78’ Sankit Singh |

| Arbitro: | Kishor Gangaram Choudhari |

|                            |           |  |
| Bhupinder Singh 78’ Dé 85’ | Marcatori |  |

| Arbitro: | Shantan Agrawal |

|                                                                                             |           |               |
| Hamid Ahadad 7’, 68’ Bipin Singh 26’ Anwar Ali 64’ Saúl Crespo 85’ David Lalhlansanga 90+1’ | Marcatori | 37’ Khan Aman |

| Arbitro: | Ajay Krishnan |

|                                             |           |                                 |
| Mohd Aqib 26’ Akhish Cyril 49’ Sankit 90+6’ | Marcatori | 4’, 23’, 86’ Makakmayum Daniyal |

| Arbitro: | Lakshay |

|                  |           |  |
| Hamid Ahadad 68’ | Marcatori |  |

### Gruppo B

#### Classifica
| Pos. | Squadra         | Pt | G | V | N | P | GF | GS | DR  |
| ---- | --------------- | -- | - | - | - | - | -- | -- | --- |
| 1.   | Mohun Bagan SG  | 9  | 3 | 3 | 0 | 0 | 12 | 2  | +10 |
| 2.   | Diamond Harbour | 6  | 3 | 2 | 0 | 1 | 11 | 7  | +4  |
| 3.   | Mohammedan      | 3  | 3 | 1 | 0 | 2 | 5  | 5  | 0   |
| 4.   | BSF             | 0  | 3 | 0 | 0 | 3 | 1  | 15 | -14 |

#### Risultati
| Arbitro: | Lakshay |

|                           |           |                                     |
| Thokchom Adison Singh 36’ | Marcatori | 51’ Sairuat Kima 90+10’ Luka Majcen |

| Arbitro: | Ashwin |

|                                                               |           |  |
| Manvir Singh 24’ Liston Colaco 53’, 58’ Sahal Abdul Samad 61’ | Marcatori |  |

| Arbitro: | Aditya Purkayastha |

|                                                 |           |                       |
| Liston Colaco 23’, 90+6’ (Rig.) Suhail Bhat 63’ | Marcatori | 50’ Ashley Alban Koli |

| Arbitro: | Shantan Agrawal |

|                                                                                        |           |             |
| Clayton 2’, 35’, 72’, 90+3’ Luka Majcen 7’, 37’ Paul Ramfangzauva 53’ Jobby Justin 67’ | Marcatori | 90’ Kishori |

| Arbitro: | Kishor Gangaram Choudhari |

|  |           |                                               |
|  | Marcatori | 5’ (Rig.) Sajal Bag 21’, 30’ Maharabam Maxion |

| Arbitro: | Ashwin |

|                 |           | |
| Luka Majcen 24’ | Marcatori | 19’ Anirudh Thapa 35’ Jamie Maclaren 51’ (Rig.) Liston Colaco 64’ Sahal Abdul Samad 80’ Jason Cummings |

### Gruppo C

#### Classifica
| Pos. | Squadra    | Pt | G | V | N | P | GF | GS | DR |
| ---- | ---------- | -- | - | - | - | - | -- | -- | -- |
| 1.   | Jamshedpur | 9  | 3 | 3 | 0 | 0 | 6  | 2  | +4 |
| 2.   | Army Red   | 6  | 3 | 2 | 0 | 1 | 5  | 3  | +2 |
| 3.   | Nepal Army | 1  | 3 | 0 | 1 | 2 | 3  | 5  | -2 |
| 4.   | 1 Ladakh   | 1  | 3 | 0 | 1 | 2 | 3  | 7  | -4 |

#### Risultati
| Arbitro: | Mrityunjay L Amatya |

|                                                    |           |                                           |
| Sarthak Golui 4’ Manvir Singh 31’ Nikhil Barla 71’ | Marcatori | 26’ George Prince Karki 64’ Ananta Tamang |

| Jamshedpur 11 agosto 2025, ore 12:30 UTC+5:30 1ª giornata | Army Red  | 4 – 2 referto                           | 1 Ladakh | JRD Tata Sports Complex |
| \| \| \| \| \| Chanambam Samananda Singh 41’ Abhishekh Shankar Powar 44’ P Christopher Kamei 51’ (Rig.) Rahul Ramakrishnan 55’ \| Marcatori \| 23’ (Rig.) P Kamalesh 37’ Vignesh Velan \| |           |                                         |          |                         |
| |           |                                         |          |                         |
| Chanambam Samananda Singh 41’ Abhishekh Shankar Powar 44’ P Christopher Kamei 51’ (Rig.) Rahul Ramakrishnan 55’                                                                           | Marcatori | 23’ (Rig.) P Kamalesh 37’ Vignesh Velan |          |                         |

| Arbitro: | K Ramdasan |

|                      |           |  |
| Sanan Mohammed K 52’ | Marcatori |  |

| Arbitro: | Jehrul Islam |

|                   |           |            |
| Nirajan Dhami 40’ | Marcatori | 23’ Siju S |

| Arbitro: | Jehrul Islam |

|                       |           |  |
| Christopher Kamei 21’ | Marcatori |  |

| Arbitro: | K Ramdasan |

|                                        |           |  |
| Siju S 29’ (A.g.) Praful Kumar Y V 46’ | Marcatori |  |

### Gruppo D

#### Classifica
| Pos. | Squadra   | Pt | G | V | N | P | GF | GS | DR |
| ---- | --------- | -- | - | - | - | - | -- | -- | -- |
| 1.   | Bodoland  | 9  | 3 | 3 | 0 | 0 | 7  | 1  | +6 |
| 2.   | Punjab FC | 4  | 3 | 1 | 1 | 1 | 2  | 2  | 0  |
| 3.   | ITBP      | 4  | 3 | 1 | 1 | 1 | 2  | 5  | -3 |
| 4.   | KAMS      | 0  | 3 | 0 | 0 | 3 | 3  | 6  | -3 |

#### Risultati
| Kokrajhar 27 luglio 2025, ore 12:30 UTC+5:30 1ª giornata                                    | ITBP      | 2 – 1 referto        | KAMS | SAI Stadium |
| \| \| \| \| \| Pulung Daimary 45’ Hemraj Bhujel 60’ \| Marcatori \| 30’ Lunminlen Haokip \| |           |                      |      |             |
|                                                                                             |           |                      |      |             |
| Pulung Daimary 45’ Hemraj Bhujel 60’                                                        | Marcatori | 30’ Lunminlen Haokip |      |             |

| Arbitro: | Surojit Das |

|                      |           |  |
| Robinson Blandon 69’ | Marcatori |  |

| Arbitro: | Surojit Das |

|                                          |           |                    |
| Gwgwmsar Gayary 37’ Robinson Blandon 60’ | Marcatori | 25’ Joseph Olaleye |

| Kokrajhar 6 agosto 2025, ore 12:30 UTC+5:30 2ª giornata | ITBP           | 0 – 0 referto | Punjab FC | SAI Stadium (500 spett.)\| Arbitro: \| Jarvish Macwan \| |
| Arbitro:                                                | Jarvish Macwan |               |           |                                                          |

| Arbitro: | Harish Kundu |

|                    |           |                                                |
| Joseph Olaleye 69’ | Marcatori | 73’ Pramveer Singh 90+3’ Konsam Sanathoi Singh |

| Kokrajhar 12 agosto 2025, ore 11:30 UTC+5:30 3ª giornata                                                               | Bodoland  | 4 – 0 referto | ITBP | SAI Stadium |
| \| \| \| \| \| Timothi Narzary 25’ Pedro Astray 37’ (Rig.) Gwgwmsar Gayary 40’ Abdul Samed Ango 82’ \| Marcatori \| \| |           |               |      |             |
| |           |               |      |             |
| Timothi Narzary 25’ Pedro Astray 37’ (Rig.) Gwgwmsar Gayary 40’ Abdul Samed Ango 82’                                   | Marcatori |               |      |             |

### Gruppo E

#### Classifica
| Pos. | Squadra         | Pt | G | V | N | P | GF | GS | DR |
| ---- | --------------- | -- | - | - | - | - | -- | -- | -- |
| 1.   | NorthEast Utd   | 7  | 3 | 2 | 1 | 0 | 7  | 4  | +3 |
| 2.   | Shillong Lajong | 6  | 3 | 2 | 0 | 1 | 10 | 3  | +7 |
| 3.   | Armed Forces    | 3  | 3 | 1 | 0 | 2 | 2  | 9  | -7 |
| 4.   | Rangdajied Utd  | 1  | 3 | 0 | 1 | 2 | 3  | 6  | -3 |

#### Risultati
| Arbitro: | Pratik Mondal |

| |           |  |
| Everbrightson Sana Mylliempdah 12’, 66’ Phrangki Buam 47’, 49’ Treimiki Lamurong 73’ Deibormame Tongper 90+5’ | Marcatori |  |

| Arbitro: | Senthil Nathan S |

|                                          |           |                                            |
| Bekey Oram 24’ (Rig.) Jairo Samperio 78’ | Marcatori | 32’ Manbhakupar Lawphniaw 44’ Danzel Umdor |

| Arbitro: | Lalit Singh Rawat |

|                                                                                         |           |                            |
| Everbrightson Sana Mylliempdah 45+1’ Damaitphang Lyngdoh 66’ Gladdy Nelcen Kharbuli 80’ | Marcatori | 58’ Mebanshngain Kurkalang |

| Arbitro: | Senthil Nathan S |

|                                 |           |                          |
| Alaeddine Ajaraie 23’, 29’, 70’ | Marcatori | 88’ Muhammad Amir Faisal |

| Shillong 5 agosto 2025, ore 15:30 UTC+5:30 3ª giornata | Rangdajied Utd | 0 – 1 referto  | Armed Forces | Jawaharlal Nehru Stadium |
| \| \| \| \| \| \| Marcatori \| 67’ Nasir Yasa \|       |                |                |              |                          |
|                                                        |                |                |              |                          |
|                                                        | Marcatori      | 67’ Nasir Yasa |              |                          |

| Arbitro: | Pratik Mondal |

|                 |           |                           |
| Figo Syndai 81’ | Marcatori | 5’, 83’ Alaeddine Ajaraie |

### Gruppo F

#### Classifica
| Pos. | Squadra      | Pt | G | V | N | P | GF | GS | DR |
| ---- | ------------ | -- | - | - | - | - | -- | -- | -- |
| 1.   | Indian Navy  | 7  | 3 | 2 | 1 | 0 | 4  | 2  | +2 |
| 2.   | Real Kashmir | 6  | 3 | 2 | 0 | 1 | 6  | 4  | +2 |
| 3.   | NEROCA       | 2  | 3 | 0 | 2 | 1 | 2  | 4  | -2 |
| 4.   | TRAU         | 1  | 3 | 0 | 1 | 2 | 3  | 5  | -2 |

#### Risultati
| Arbitro: | I Jamal Mohamed |

|                           |           |                                |
| Khunjamayum Raj Singh 58’ | Marcatori | 90+7’ Kabrabam Arunkumar Singh |

| Arbitro: | Dipu Roy |

|                                     |           |                             |
| Vijay Marandi 6’ Sreyas Gopalan 70’ | Marcatori | 70’ Sessegnon William Kanga |

| Imphal 4 agosto 2025, ore 11:30 UTC+5:30 2ª giornata                                   | TRAU      | 1 – 2 referto                   | Real Kashmir | Khuman Lampak Main Stadium |
| \| \| \| \| \| Afridi Buyamayum 27’ \| Marcatori \| 25’ Marat Tarek 65’ Rohen Singh \| |           |                                 |              |                            |
|                                                                                        |           |                                 |              |                            |
| Afridi Buyamayum 27’                                                                   | Marcatori | 25’ Marat Tarek 65’ Rohen Singh |              |                            |

| Imphal 7 agosto 2025, ore 12:30 UTC+5:30 2ª giornata | NEROCA   | 0 – 0 referto | Indian Navy | Khuman Lampak Main Stadium (18 150 spett.)\| Arbitro: \| Dipu Roy \| |
| Arbitro:                                             | Dipu Roy |               |             |                                                                      |

| Arbitro: | I Jamal Mohamed |

|           |           |                                                          |
| Lucas 67’ | Marcatori | 32’ Salam Ranjan Singh 70’ Marat Tarek 82’ Modou Mbengue |

| Imphal 12 agosto 2025, ore 12:30 UTC+5:30 3ª giornata                                            | TRAU      | 1 – 2 referto                     | Indian Navy | Khuman Lampak Main Stadium |
| \| \| \| \| \| Moirangthem Nelson Singh 29’ \| Marcatori \| 87’ Pintu Mahata 90+2’ Sreyas V G \| |           |                                   |             |                            |
|                                                                                                  |           |                                   |             |                            |
| Moirangthem Nelson Singh 29’                                                                     | Marcatori | 87’ Pintu Mahata 90+2’ Sreyas V G |             |                            |

### Seconde classificate

#### Classifica
| Pos. | Squadra         | Pt | G | V | N | P | GF | GS | DR | Gr |
| ---- | --------------- | -- | - | - | - | - | -- | -- | -- | -- |
| 1.   | Shillong Lajong | 6  | 3 | 2 | 0 | 1 | 10 | 3  | +7 | E  |
| 2.   | Diamond Harbour | 6  | 3 | 2 | 0 | 1 | 11 | 7  | +4 | B  |
| 3.   | Namdhari        | 6  | 3 | 2 | 0 | 1 | 6  | 3  | +3 | A  |
| 4.   | Army Red        | 6  | 3 | 2 | 0 | 1 | 5  | 3  | +2 | C  |
| 5.   | Real Kashmir    | 6  | 3 | 2 | 0 | 1 | 6  | 4  | +2 | F  |
| 6.   | Punjab FC       | 4  | 3 | 1 | 1 | 1 | 2  | 2  | 0  | D  |

## Fase a eliminazione diretta

### Quarti di finale
| Arbitro: | Pratik Mondal |

|                                                                   |           |                   |
| Damaitphang Lyngdoh 69’ Everbrightson Sana Mylliempdah 80’ (Rig.) | Marcatori | 38’ Vijay Marandi |

| Arbitro: | Surojit Das |

|  |           |                                                                   |
|  | Marcatori | 29’, 61’ Alaeddine Ajaraie 53’ Andy Rodríguez 90+2’ Parthib Gogoi |

| Arbitro: | Lakshay |

|  |           |                      |
|  | Marcatori | 3’, 40’ Sairuat Kima |

| Arbitro: | Venkatesh R |

|                   |           |                                      |
| Anirudh Thapa 68’ | Marcatori | 38’ (Rig.), 50’ Dīmītrīs Diamantakos |

### Semifinali
| Arbitro: | Senthil Nathan (Sub. Lalit Singh Rawat) |

|  |           |                  |
|  | Marcatori | 36’ Redeem Tlang |

| Arbitro: | Harish Kundu |

|                                     |           |               |
| Mikel Kortazar 66’ Jobby Justin 83’ | Marcatori | 67’ Anwar Ali |

### Finale
| Calcutta 23 agosto 2025, ore 14:00 UTC+5:30 | NorthEast Utd | – referto | Diamond Harbour | Salt Lake Stadium |

## Classifica marcatori
| Gol | Rigori |  | Giocatore                      | Squadra           |
| --- | ------ |  | ------------------------------ | ----------------- |
| 7   | 0      |  | Alaeddine Ajaraie              | NorthEast United  |
| 5   | 2      |  | Liston Colaco                  | Mohun Bagan SG    |
| 4   | 0      |  | Makakmayum Daniyal             | South United      |
| 4   | 0      |  | Clayton                        | Diamond Harbour   |
| 4   | 0      |  | Luka Majcen                    | Diamond Harbour   |
| 3   | 0      |  | Hamid Ahadad                   | East Bengal       |
| 3   | 0      |  | Sairuat Kima                   | Diamond Harbour   |
| 3   | 1      |  | Everbrightson Sana Mylliempdah | Shillong Lajong   |
| 3   | 1      |  | Dīmītrīs Diamantakos           | East Bengal       |
| 2   | 0      |  | Phrangki Buam                  | Shillong Lajong   |
| 2   | 0      |  | Joseph Olaleye                 | KAMS              |
| 2   | 0      |  | Maharabam Maxion               | Mohammedan        |
| 2   | 0      |  | Robinson Blandon               | Bodoland          |
| 2   | 0      |  | Sahal Abdul Samad              | Mohun Bagan SG    |
| 2   | 0      |  | Marat Tarek                    | Real Kashmir      |
| 2   | 0      |  | Bipin Singh                    | East Bengal       |
| 2   | 0      |  | Gwgwmsar Gayary                | Bodoland          |
| 2   | 0      |  | Vijay Marandi                  | Indian Navy       |
| 2   | 0      |  | Damaitphang Lyngdoh            | Shillong Lajong   |
| 2   | 0      |  | Anirudh Thapa                  | Mohun Bagan SG    |
| 2   | 0      |  | Anwar Ali                      | East Bengal       |
| 2   | 0      |  | Jobby Justin                   | Diamond Harbour   |
| 2   | 1      |  | Dé                             | Namdhari          |
| 2   | 1      |  | Saúl Crespo                    | East Bengal       |
| 1   | 0      |  | Lalchungnunga                  | East Bengal       |
| 1   | 0      |  | Naorem Mahesh Singh            | East Bengal       |
| 1   | 0      |  | Sarthak Golui                  | Jamshedpur        |
| 1   | 0      |  | George Prince Karki            | Nepal Army        |
| 1   | 0      |  | Manvir Singh                   | Jamshedpur        |
| 1   | 0      |  | Ananta Tamang                  | Nepal Army        |
| 1   | 0      |  | Nikhil Barla                   | Jamshedpur        |
| 1   | 0      |  | Treimiki Lamurong              | Shillong Lajong   |
| 1   | 0      |  | Deibormame Tongper             | Shillong Lajong   |
| 1   | 0      |  | Lunminlen Haokip               | KAMS              |
| 1   | 0      |  | Pulung Daimary                 | ITBP              |
| 1   | 0      |  | Hemraj Bhujel                  | ITBP              |
| 1   | 0      |  | Mohd Aqib                      | Indian Air Force  |
| 1   | 0      |  | Akhish Cyril                   | Indian Air Force  |
| 1   | 0      |  | Sankit                         | Indian Air Force  |
| 1   | 0      |  | Thokchom Adison Singh          | Mohammedan        |
| 1   | 0      |  | Sanan Mohammed K               | Jamshedpur        |
| 1   | 0      |  | Mebanshngain Kurkalang         | Rangdajied United |
| 1   | 0      |  | Gladdy Nelcen Kharbuli         | Shillong Lajong   |
| 1   | 0      |  | Khunjamayum Raj Singh          | TRAU              |
| 1   | 0      |  | Kabrabam Arunkumar Singh       | NEROCA            |
| 1   | 0      |  | Bhupinder Singh                | Namdhari          |
| 1   | 0      |  | Ashley Alban Koli              | Mohammedan        |
| 1   | 0      |  | Suhail Bhat                    | Mohun Bagan SG    |
| 1   | 0      |  | Sessegnon William Kanga        | Real Kashmir      |
| 1   | 0      |  | Sreyas Gopalan                 | Indian Navy       |
| 1   | 0      |  | Paul Ramfangzauva              | Diamond Harbour   |
| 1   | 0      |  | Kishori                        | BSF               |
| 1   | 0      |  | Siju S                         | 1 Ladakh          |
| 1   | 0      |  | Nirajan Dhami                  | Nepal Army        |
| 1   | 0      |  | Muhammad Amir Faisal           | Armed Forces      |
| 1   | 0      |  | Samuel K Vanlalpeka            | Indian Air Force  |
| 1   | 0      |  | Amandeep Singh                 | Namdhari          |
| 1   | 0      |  | Dharmpreet Singh               | Namdhari          |
| 1   | 0      |  | Seilenthang Lotjem             | Namdhari          |
| 1   | 0      |  | Sankit Singh                   | Indian Air Force  |
| 1   | 0      |  | Pramveer Singh                 | Punjab            |
| 1   | 0      |  | Konsam Sanathoi Singh          | Punjab            |
| 1   | 0      |  | Afridi Buyamayum               | TRAU              |
| 1   | 0      |  | Rohen Singh                    | Real Kashmir      |
| 1   | 0      |  | Manvir Singh                   | Mohun Bagan SG    |
| 1   | 0      |  | Christopher Kamei              | Army Red          |
| 1   | 0      |  | Nasir Yasa                     | Armed Forces      |
| 1   | 0      |  | Praful Kumar Y V               | Jamshedpur        |
| 1   | 0      |  | Figo Syndai                    | Shillong Lajong   |
| 1   | 0      |  | Jamie Maclaren                 | Mohun Bagan SG    |
| 1   | 0      |  | Jason Cummings                 | Mohun Bagan SG    |
| 1   | 0      |  | Salam Ranjan Singh             | Real Kashmir      |
| 1   | 0      |  | Lucas                          | NEROCA            |
| 1   | 0      |  | Modou Mbengue                  | Real Kashmir      |
| 1   | 0      |  | Khan Aman                      | Indian Air Force  |
| 1   | 0      |  | David Lalhlansanga             | East Bengal       |
| 1   | 0      |  | Vignesh Velan                  | 1 Ladakh          |
| 1   | 0      |  | Chanambam Samananda Singh      | Army Red          |
| 1   | 0      |  | Abhishekh Shankar Powar        | Army Red          |
| 1   | 0      |  | Rahul Ramakrishnan             | Army Red          |
| 1   | 0      |  | Manbhakupar Lawphniaw          | Rangdajied United |
| 1   | 0      |  | Danzel Umdor                   | Rangdajied United |
| 1   | 0      |  | Jairo Samperio                 | NorthEast United  |
| 1   | 0      |  | Moirangthem Nelson Singh       | TRAU              |
| 1   | 0      |  | Pintu Mahata                   | Indian Navy       |
| 1   | 0      |  | Sreyas V G                     | Indian Navy       |
| 1   | 0      |  | Timothi Narzary                | Bodoland          |
| 1   | 0      |  | Abdul Samed Ango               | Bodoland          |
| 1   | 0      |  | Andy Rodríguez                 | NorthEast United  |
| 1   | 0      |  | Parthib Gogoi                  | NorthEast United  |
| 1   | 0      |  | Redeem Tlang                   | NorthEast United  |
| 1   | 0      |  | Mikel Kortazar                 | Diamond Harbour   |
| 1   | 1      |  | Sajal Bag                      | Mohammedan        |
| 1   | 1      |  | P Kamalesh                     | 1 Ladakh          |
| 1   | 1      |  | P Christopher Kamei            | Army Red          |
| 1   | 1      |  | Bekey Oram                     | NorthEast United  |
| 1   | 1      |  | Pedro Astray                   | Bodoland          |